# Anton Harrison
Anton Harrison (Washington D. C.; 2 de febrero de 2002) es un jugador profesional estadounidense de fútbol americano, se desempeña en la posición de offensive tackle en Jacksonville Jaguars, en la National Football League (NFL).

## Carrera
Hizo su debut profesional con el equipo Jacksonville Jaguars, lleva jugando una temporada, comenzó en el 2023.